# Emboscada

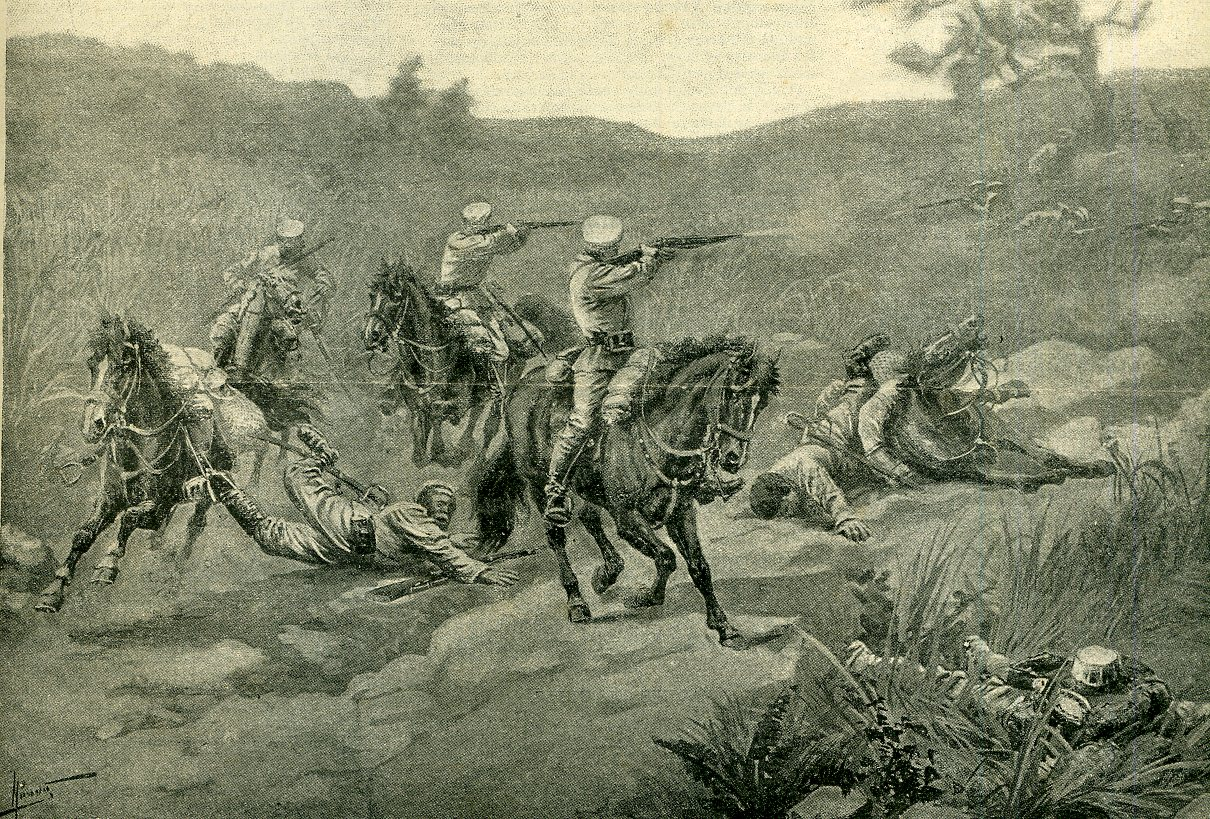
Emboscada

Una emboscada és una tàctica militar consistent en un atac basat en la sorpresa sobre un element enemic que es mou o ocupa una posició de manera temporal.
És una tàctica habitual en la guerrilla, ja que amb poques unitats es poden infligir danys considerables, perquè el bàndol sorprès requereix temps per a preparar-se per al combat o per a protegir-se dels atacs. L'emboscada és una estratègia de caça per a molts depredadors que, en comptes d'anar a cercar la presa, simplement aguaiten amagats que l'aliment aparegui.
Sent una tàctica molt antiga, els romans van haver d'aprendre noves formes de lluita i d'uniformitat per a enfrontar-se als atacs d'indígenes com Viriat. Temps després, l'ús tan freqüent d'aquesta tàctica va privar la península Ibèrica de la major part dels seus boscos, perquè durant la Invasió musulmana d'Hispània es cremaven per obligar l'enemic a sortir a camp obert.

## Història
L'ús per part dels primers humans de l'emboscada pot datar de dos milions d'anys quan els antropòlegs han suggerit recentment que les tècniques d'emboscada s'utilitzaven per caçar caça major.
Un exemple de l'antiguitat és la batalla del riu Trebia. Hanníbal va acampar a poca distància dels romans amb el riu Trebia entre ells, i va ocultar una forta força de cavalleria i infanteria, prop de la zona de batalla. S'havia adonat, diu Polibi, "un lloc entre els dos campaments, de fet pla i sense arbres, però ben adaptat per a una embuscada, ja que estava travessat per un curs d'aigua amb marges escarpats, densament cobert de esbarzers i altres plantes espinoses, i aquí va proposar fer una estratagema per sorprendre l'enemic". Quan la infanteria romana es va enredar en combat amb el seu exèrcit, la força d'emboscada oculta va atacar la infanteria romana a la rereguarda. El resultat va ser la matança i la derrota dels romans. No obstant això, la batalla també mostra els efectes d'una bona disciplina tàctica per part de la força emboscada. Encara que la majoria de les legions es van perdre, uns 10.000 romans es van obrir camí cap a la seguretat, mantenint la cohesió de la unitat. Aquesta capacitat de mantenir la disciplina i sortir o maniobrar lluny d'una zona de mort és un segell distintiu de les bones tropes i l'entrenament en qualsevol situació d'emboscada. (Vegeu la referència de Ranger a continuació).
Hi ha molts exemples notables d'emboscades durant les guerres romano-perses. Un any després de la seva victòria a Carrhae, els parts van envair Síria però van ser expulsats després d'una emboscada romana a prop d'Antigònia. L'emperador romà Julià va ser ferit mortalment en una emboscada prop de Samarra l'any 363 durant la retirada de la seva campanya persa. Una invasió romana d'Orient de l'Armènia persa va ser repel·lida per una petita força a Anglon que va realitzar una emboscada meticulosa utilitzant el terreny accidentat com a multiplicador de forces i ocultant-se a les cases. El descobriment d'Heracli d'una emboscada planificada per Shahrbaraz el 622 va ser un factor decisiu en la seva campanya
Posteriorment, la invenció dels explosius va donar un nou caire a aquesta tècnica al conferir a petites i no gaire nombroses unitats el poder de destruir columnes senceres, fins i tot blindades, en petites, però ferotges escaramusses. Així els afganesos van poder acabar amb un exèrcit britànic sencer, fins llavors invicte, quan passava per un congost camí de Jalalabad (Nangarhar) durant el segle xix.

## Nota
1. ↑  Bunn, Henry T.; Alia N. Gurtov Quaternary International, 322–323, 16-02-2014, pàg. 44–53. Bibcode: 2014QuInt.322...44B. DOI: 10.1016/j.quaint.2013.11.002.
2. ↑  Bury, John Bagnell. A History of the Later Roman Empire: From Arcadius to Irene (395 A.D. to 800 A.D.) (en anglès).  Macmillan and Company, 1889, p. 436.
3. ↑   Anne de Courcy, L'imperi humiliat, núm. 37 de l'aventura de la Història, Arlanza Edicions, Madrid, novembre de 2001